# Stylidium foveolatum
Stylidium foveolatum är en tvåhjärtbladig växtart som beskrevs av Anthony R. Bean. Stylidium foveolatum ingår i släktet Stylidium och familjen Stylidiaceae. Inga underarter finns listade i Catalogue of Life.